# Omar Epps
Omar Hashim Epps (Nova York, 20 de julho de 1973) é um ator e músico estadunidense, conhecido por interpretar o Dr. Eric Foreman na série de televisão House, M.D. Também participou de diversos filmes, como Juice, Higher Learning, Love & Basketball, In Too Deep e The Wood). Teve um pequeno papel no filme Scream 2 e um personagem regular (Dr. Dennis Gant) na série Plantão Médico.

## Biografia
Epps nasceu no Brooklyn, filho de mãe solteira, que era diretora de escola, e viveu em vários bairros, enquanto crescia (Bedford-Stuyvesant, Nova York e East Flatbush). Antes de se tornar ator, ele pertencia a um grupo de rap chamado Wolfpak que ele formou junto com seu irmão em 1991. Ele começou a escrever roteiros aos dez anos de idade e frequentou a Fiorello H. LaGuardia High School of Music & Art and Performing Arts. Epps e o ator Marlon Wayans são amigos de infância.
Epps tem uma filha, Aiyanna Yasmine fruto de um relacionamento anterior. Ele se casou com Keisha Spivey do grupo R&B, Total em 2006. Eles vivem na Califórnia com a filha K'marie, que nasceu em julho de 2004 e o filho Amir, nascido em 25 de dezembro de 2007.

### Carreira
No início de sua carreira, Epps foi mais frequentemente expresso em papéis de jovens perturbados e/ou atletas. Ele fez sua estreia com o filme Juice, atuando ao lado da lenda do rap, Tupac Shakur com direção do cineasta Ernest Dickerson. O filme remonta a violenta e trágica história de quatro jovens que crescem no Harlem.
No ano seguinte, ele co-estrelou com em Major League II (br: Um Time Muito Louco), assumindo o papel de Willie Mays Hayes, já que Wesley Snipes não pôde reprisar o personagem. Seu próximo filme foi Higher Learning (br: Duro Aprendizado) de John Singleton, um olhar para a política e as tensões raciais da vida escolar.
Epps teve um papel recorrente na série ER por vários episódios retratando o Dr. Dennis Gant, um agitado cirurgião interno. Após o seu trabalho em ER, Epps participou da sequência do blockbuster, Scream 2 (br: Pânico 2), como Phil Stevens, que vai ao cinema acompanhado por uma mulher, desempenhada por Jada Pinkett, e que acaba vítima do psicopata do filme. Também em 1997 Epps estrelou First Time Felon, um filme produzido por ele mesmo. Em 1999 foi lançado The Mod Squad (br: Mod Squad – O Filme).
Em seguida veio o filme The Wood (br: Noivo em Pânico), que conta a história de um noivo (Taye Diggs) que duas horas antes da cerimônia de seu casamento, começa a se questionar, se está fazendo a coisa certa. Seus amigos, Epps como Mike e Richard T. Jones como Slim, tentam ajudá-lo nisso. O filme recebeu um empurrão da MTV Films, o que assegurou um público jovem considerável. Também em 1999 Epps foi escalado para o filme In Too Deep (br: Sem Limites), com Stanley Tucci e LL Cool J, no qual interpreta o detetive Jeff Cole, que trabalha disfarçado para prender um perigoso gangster.
No ano 2000, Epps estrelou o filme Love & Basketball (br: Além dos Limites), com Alfre Woodard e Sanaa Lathan, interpretando Quincy, esperança da NBA que tem um relacionamento tempestuoso com a estrela igualmente habilidosa do basquete feminino, Monica (Sanaa Lathan). O ator atuou como coadjuvante em uma série de papéis em filmes, incluindo Dracula 2000 (br: Drácula 2000), Big Trouble (br: Grande Problema) e Conviction; por esse filme foi indicado ao prêmio de Ator Marcante pela NAACP Image Award. Em 2004, fez o papel do boxeador Luther Shaw, que cai nas graças de Jackie Kallen (Meg Ryan) uma empresária que cresceu no mundo do boxe profissional e está disposta a tornar Luther um boxeador de sucesso, no filme Against the Ropes (br: Contra Tudo e Contra Todos). Ainda em 2004, Epps dublou um personagem do videogame Def Jam Fight for NY.
Também em 2004 Epps retornou à televisão no drama médico House M.D., como o Dr. Eric Foreman. O papel rendeu-lhe um NAACP Image Award em 2007 e 2008 como Ator Coadjuvante Marcante em Série de Drama.
Recentemente, Epps abriu sua própria companhia, chamada BRNYC Records.
Atualmente faz o papel de Martin Bellamy, um dos principais atores da série Resurrection da ABC.

## Filmografia

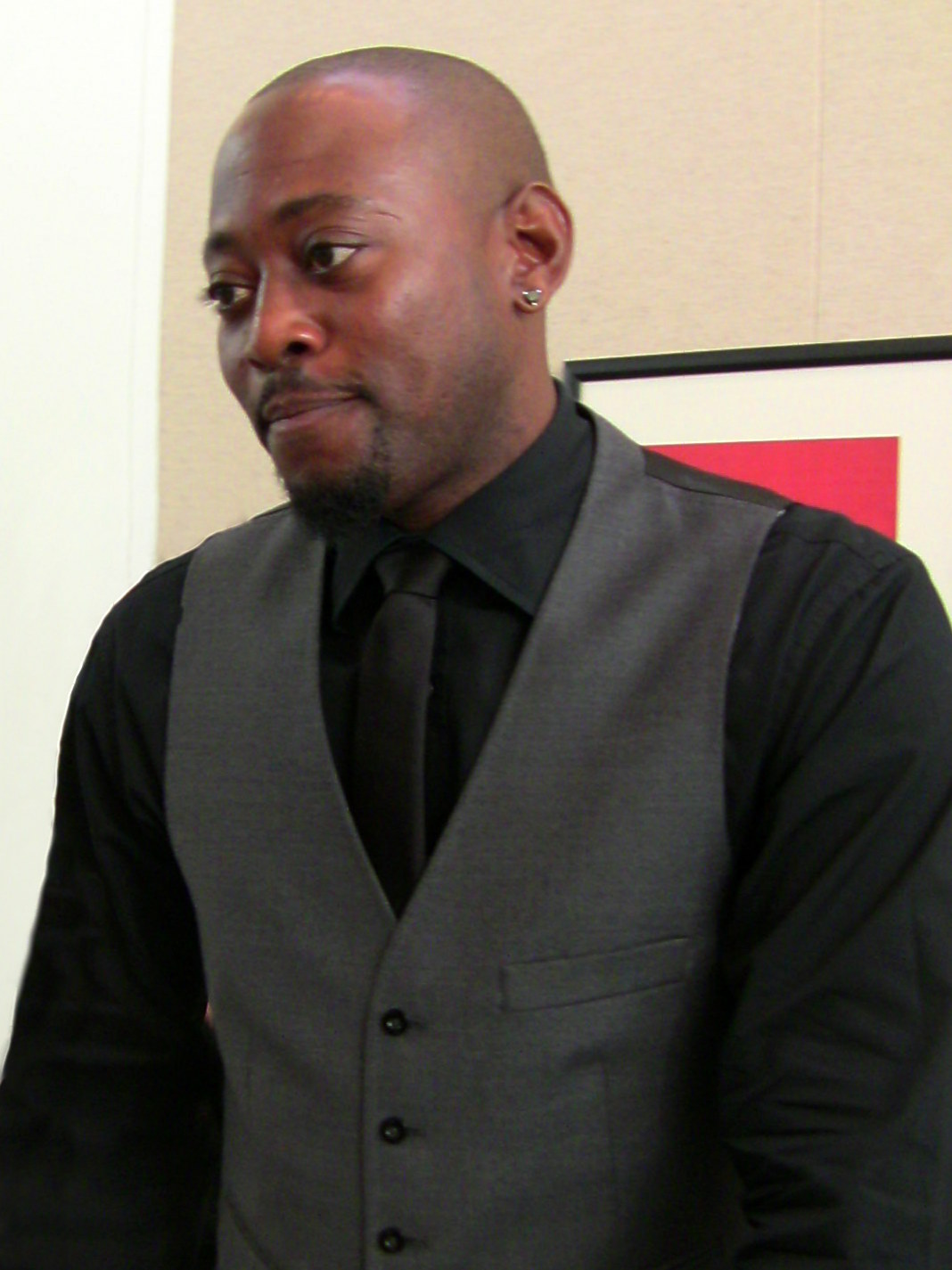
Omar Epps

| Ano  | Título                                                                   | Papel                    |
| ---- | ------------------------------------------------------------------------ | ------------------------ |
| 1992 | Juice                                                                    | Quincy 'Q' Powell        |
| 1993 | Daybreak                                                                 | Hunter                   |
| 1993 | The Program                                                              | Darnell Jefferson        |
| 1994 | Major League II                                                          | Willie Mays Hayes        |
| 1995 | Higher Learning                                                          | Malik Williams           |
| 1996 | Deadly Voyage                                                            | Kingsley Ofusu           |
| 1996 | Don't Be a Menace to South Central While Drinking Your Juice in the Hood | Malik                    |
| 1996 | ER (1996 - 1997)                                                         | Dr. Dennis Gant          |
| 1997 | First Time Felon                                                         | Greg Yance               |
| 1997 | Scream 2                                                                 | Phil Stevens             |
| 1998 | Blossoms and Veils                                                       | Thee                     |
| 1999 | In Too Deep                                                              | Jeff Cole—J Reid         |
| 1999 | The Wood                                                                 | Mike                     |
| 1999 | The Mod Squad                                                            | Linc Hayes               |
| 1999 | Breakfast of Champions                                                   | Wayne Hoobler            |
| 2000 | Brother                                                                  | Denny                    |
| 2000 | Love & Basketball                                                        | Quincy 'Q' McCall        |
| 2000 | Wes Craven Presents: Dracula 2000                                        | Marcus                   |
| 2001 | Perfume                                                                  | J. B.                    |
| 2002 | Big Trouble                                                              | Seitz                    |
| 2002 | Conviction                                                               | Carl Upchurch            |
| 2004 | House, M.D. (2004 - 2012)                                                | Dr. Eric Foreman         |
| 2004 | Against the Ropes                                                        | Luther Shaw              |
| 2004 | Alfie                                                                    | Marlon                   |
| 2009 | A Day in the Life                                                        | O                        |
| 2014 | Resurrection (série de televisão)                                        | J Martin "Marty" Bellamy |
| 2016 | Shooter                                                                  | Isaac Johnson            |

## Prêmios e Indicações
| Ano  | Resultado | Premiação                  | Indicação                                          | Título                              |
| ---- | --------- | -------------------------- | -------------------------------------------------- | ----------------------------------- |
| 1997 | Venceu    | Monte-Carlo TV Festival    | Melhor Ator                                        | Viagem da Morte                     |
| 2000 | Indicado  | Teen Choice Awards         | Melhor Ator                                        | Love & Basketball\|Além dos Limites |
| 2000 | Indicado  | Teen Choice Awards         | Melhor Química                                     | Love & Basketball\|Além dos Limites |
| 2001 | Indicado  | Black Reel Awards          | Melhor Ator                                        | Love & Basketball\|Além dos Limites |
| 2001 | Indicado  | NAACP Image Award          | Ator Marcante em um Filme                          | Love & Basketball\|Além dos Limites |
| 2001 | Indicado  | MTV Movie Awards           | Melhor Performance Masculina                       | Love & Basketball\|Além dos Limites |
| 2003 | Indicado  | NAACP Image Award          | Ator Marcante em Filme para TV ou Mini-Série       | Conviction                          |
| 2005 | Indicado  | NAACP Image Award          | Ator Coadjuvante Marcante em Série de Drama        | House M.D.                          |
| 2006 | Indicado  | NAACP Image Award          | Ator Marcante em Série de Drama                    | House M.D.                          |
| 2007 | Venceu    | NAACP Image Award          | Ator Coadjuvante Marcante em Série de Drama        | House M.D.                          |
| 2008 | Venceu    | NAACP Image Award          | Ator Coadjuvante Marcante em Série de Drama        | House M.D.                          |
| 2009 | Indicado  | Screen Actors Guild Awards | Performance Marcante em Conjunto em Série de Drama | House M.D.                          |
| 2009 | Indicado  | NAACP Image Award          | Ator Marcante em Série de Drama                    | House M.D.                          |